# Guillermo Francisco Escobar Galicia
Guillermo Francisco Escobar Galicia (ur. 2 kwietnia 1955 w Otumba) – meksykański duchowny rzymskokatolicki, od 2009 biskup Teotihuacan.

## Życiorys
Święcenia kapłańskie otrzymał 13 sierpnia 1983 i został inkardynowany do diecezji Texcoco. Był m.in. wikariuszem biskupim dla kilku rejonów diecezji, wikariuszem generalnym, a także sekretarzem wykonawczym wydziału CELAM ds. sprawiedliwości i solidarności.
3 grudnia 2008 został mianowany biskupem nowo powstałej diecezji Teotihuacan. Sakry biskupiej udzielił mu 24 lutego 2009 abp Carlos Aguiar Retes.